# スティーヴ・ゴフリ
ローレ・スティーヴ・ユルリク・ゴフリ（Lohoré Steve Ulrich Gohouri、1981年2月8日 - 2016年1月2日）は、コートジボワール・アビジャン出身の同国代表サッカー選手。ポジションはDF。

## 経歴
コートジボワールのアビジャンに生まれる。5歳の時に家族と共にフランスに渡りパリ郊外で幼少期を過ごした。

### クラブ
CSブレティニのユースに加入しキャリアをスタートさせる。当時のチームメイトにパトリス・エヴラがいる。その後パリ・サンジェルマンFCのユースに移ったがトップチームで公式戦に出場することは出来なかった。1999-2000シーズン途中、イスラエル・プレミアリーグのブネイ・イェフダ・テルアビブFCに移籍。13試合4ゴールの成績を収めクラブは降格の危機を免れた。
ブネイ・イェフダを退団し、ナツィオナルリーガAのイヴェルドン＝スポールFCに移籍したがクラブは降格した。2003年1月にセリエAのボローニャFCに期限付き移籍するが、所属した半年間で出場機会は得られなかった。翌シーズンからはチャレンジリーグのFCファドゥーツでプレーし、UEFAカップに出場した。2005年9月27日、スーパーリーグのBSCヤングボーイズに4年契約で移籍した。
1年でヤングボーイズを去り、2006年12月28日にブンデスリーガのボルシア・メンヒェングラートバッハと3年半の契約を結んだ。2007年1月27日、エネルギー・コットブス戦でデビューを果たした。2008年夏にボルシアⅡに降格し2009年12月に解雇された。
2010年1月12日、プレミアリーグのウィガン・アスレティックFCに移籍した。2011-12シーズン終了後、契約満了により同クラブを退団した。
2012年8月28日、マッカビ・テルアビブFCに1年契約で加入し、12年振りにイスラエルでプレーした。
2013年6月29日、ギリシャ・スーパーリーグのシュコダ・クサンティFCへの移籍が発表された。

### 代表
2007年3月、コートジボワール代表として親善試合のモーリシャス代表戦で代表デビューを飾りその試合で2ゴールを挙げた。アフリカネイションズカップ2008にも出場した。

### 死去
晩年はドイツの下部リーグでプレーしていたが、2015年12月11日を境に行方が分からなくなり、2016年1月2日、ライン川にて水死体となって発見された。34歳没。

## 代表歴

### 出場大会
- コートジボワール代表
  - 2010 FIFAワールドカップ

### 試合数
- 国際Aマッチ 14試合 3得点（2006年-2011年）[7]

| コートジボワール代表 | 国際Aマッチ | 国際Aマッチ |
| 年                   | 出場        | 得点        |
| -------------------- | ----------- | ----------- |
| 2006                 | 3           | 0           |
| 2007                 | 4           | 3           |
| 2008                 | 3           | 0           |
| 2009                 | 1           | 0           |
| 2010                 | 0           | 0           |
| 2011                 | 3           | 0           |
| 通算                 | 14          | 3           |